# Gran Premi d'Itàlia de motociclisme
|  | Aquest article tracta sobre motociclisme de velocitat. Si cerqueu informació sobre motocròs, vegeu «Gran Premi d'Itàlia de Motocròs». |

El Gran Premi d'Itàlia de motociclisme és un esdeveniment esportiu que es disputa anualment al Circuit de Mugello (després d'haver-se celebrat molts anys als de Misano, Monza i Imola), dins del calendari del Campionat del món de motociclisme. L'antecedent immediat del Gran Premi d'Itàlia és el Gran Premi de les Nacions, esdeveniment inaugurat el 1922 a Monza. A partir de 1949 la prova formà part del calendari del Campionat del Món amb aquest nom, que mantingué fins al 1990. L'any 1991 la denominació es canvià oficialment a Gran Premi d'Itàlia, títol que manté actualment.
Com a Gran Premi de les Nacions, la cursa fou celebrada exclusivament a Monza durant els primers 23 anys en què puntuà per al Mundial. D'ençà de 1972 començà a rotar anualment, tot alternant-se a diversos circuits fins que a partir de 1994 es fixà al seu actual emplaçament, el Circuit de Mugello.
A 23 de juny de 2025

## Noms oficials i patrocinadors
- 1952, 1956: G.P. Motociclistico delle Nazioni (sense patrocinador oficial)[1]
- 1964, 1973–1985: Gran Premio delle Nazioni (sense patrocinador oficial)[2]
- 1986–1987, 1991, 1993–1995: Gran Premio d'Italia (es va celebrar encara amb el nom de "Nations Grand Prix" en anglès fins al 1990)[3]
- 1989–1990: G.P. d'Italia/G.P. delle Nazioni (es va celebrar encara amb el nom de "Nations Grand Prix" en anglès fins al 1990)
- 1996–1997: Gran Premio d'Italia Polini[4]
- 1998: Gran Premio Q8 d'Italia[5]
- 1999: Gran Premio d'Italia IP[6]
- 2000–2004: Gran Premio Cinzano d'Italia[7]
- 2005: Gran Premio Alice d'Italia[8]
- 2006–2009: Gran Premio d'Italia Alice[9]
- 2010–2016: Gran Premio d'Italia TIM[10]
- 2017–2019, 2021–2023: Gran Premio d'Italia Oakley[11]
- 2024: Gran Premio d'Italia Brembo
- 2025: Brembo Grand Prix of Italy

## Guanyadors múltiples

### Pilots
| # Victòries | Pilot                | Victòries | Victòries                                |
| # Victòries | Pilot                | Categoria | Anys                                     |
| ----------- | -------------------- | --------- | ---------------------------------------- |
| 13          | Giacomo Agostini     | 500cc     | 1966, 1967, 1968, 1970, 1972, 1975       |
| 13          | Giacomo Agostini     | 350cc     | 1965, 1966, 1968, 1970, 1972, 1973, 1974 |
| 9           | Carlo Ubbiali        | 250cc     | 1955, 1956, 1959, 1960                   |
| 9           | Carlo Ubbiali        | 125cc     | 1951, 1955, 1956, 1957, 1960             |
| 9           | Ángel Nieto          | 125cc     | 1970, 1972, 1974, 1979, 1982, 1983, 1984 |
| 9           | Ángel Nieto          | 50cc      | 1975, 1976                               |
| 9           | Valentino Rossi      | MotoGP    | 2002, 2003, 2004, 2005, 2006, 2007, 2008 |
| 9           | Valentino Rossi      | 250cc     | 1999                                     |
| 9           | Valentino Rossi      | 125cc     | 1997                                     |
| 7           | Jorge Lorenzo        | MotoGP    | 2011, 2012, 2013, 2015, 2016, 2018       |
| 7           | Jorge Lorenzo        | 250cc     | 2006                                     |
| 6           | Geoff Duke           | 500cc     | 1950, 1953, 1954, 1956                   |
| 6           | Geoff Duke           | 350cc     | 1950, 1951                               |
| 6           | Mike Hailwood        | 500cc     | 1961, 1962, 1963, 1964, 1965             |
| 6           | Mike Hailwood        | 250cc     | 1966                                     |
| 6           | Jorge Martínez       | 125cc     | 1988, 1990                               |
| 6           | Jorge Martínez       | 80cc      | 1985, 1987, 1988, 1989                   |
| 6           | Mick Doohan          | 500cc     | 1991, 1994, 1995, 1996, 1997, 1998       |
| 5           | John Surtees         | 500cc     | 1958, 1959, 1960                         |
| 5           | John Surtees         | 350cc     | 1958, 1959                               |
| 5           | Jim Redman           | 350cc     | 1962, 1963, 1964                         |
| 5           | Jim Redman           | 250cc     | 1961, 1962                               |
| 5           | Phil Read            | 350cc     | 1969                                     |
| 5           | Phil Read            | 250cc     | 1964, 1967, 1968, 1969                   |
| 5           | Pier Paolo Bianchi   | 125cc     | 1976, 1977, 1980, 1985                   |
| 5           | Pier Paolo Bianchi   | 80cc      | 1984                                     |
| 4           | Enrico Lorenzetti    | 350cc     | 1953                                     |
| 4           | Enrico Lorenzetti    | 250cc     | 1951, 1952, 1953                         |
| 4           | Jan de Vries         | 50cc      | 1970, 1971, 1972, 1973                   |
| 4           | Eugenio Lazzarini    | 125cc     | 1978                                     |
| 4           | Eugenio Lazzarini    | 50cc      | 1977, 1979, 1980                         |
| 4           | Kenny Roberts        | 500cc     | 1978, 1979, 1980, 1981                   |
| 4           | Freddie Spencer      | 500cc     | 1983, 1984, 1985                         |
| 4           | Freddie Spencer      | 350cc     | 1985                                     |
| 4           | Anton Mang           | 250cc     | 1980, 1982, 1986, 1987                   |
| 4           | Marc Márquez         | MotoGP    | 2014, 2025                               |
| 4           | Marc Márquez         | Moto2     | 2011                                     |
| 4           | Marc Márquez         | 125cc     | 2010                                     |
| 3           | Tarquinio Provini    | 250cc     | 1957, 1963, 1965                         |
| 3           | Luigi Taveri         | 125cc     | 1963, 1964, 1966                         |
| 3           | Walter Villa         | 250cc     | 1974, 1975, 1976                         |
| 3           | Kork Ballington      | 350cc     | 1978                                     |
| 3           | Kork Ballington      | 250cc     | 1978, 1979                               |
| 3           | Johnny Cecotto       | 350cc     | 1975, 1976, 1980                         |
| 3           | Stefan Dörflinger    | 80cc      | 1986                                     |
| 3           | Stefan Dörflinger    | 50cc      | 1982, 1983                               |
| 3           | Fausto Gresini       | 125cc     | 1986, 1987, 1991                         |
| 3           | Luca Cadalora        | 500cc     | 1993                                     |
| 3           | Luca Cadalora        | 250cc     | 1991, 1992                               |
| 3           | Max Biaggi           | 250cc     | 1995, 1996, 1997                         |
| 3           | Roberto Locatelli    | 125cc     | 1999, 2000, 2004                         |
| 3           | Mattia Pasini        | Moto2     | 2017                                     |
| 3           | Mattia Pasini        | 250cc     | 2009                                     |
| 3           | Mattia Pasini        | 125cc     | 2006                                     |
| 3           | Francesco Bagnaia    | MotoGP    | 2022, 2023, 2024                         |
| 2           | Dario Ambrosini      | 250cc     | 1949, 1950                               |
| 2           | Gianni Leoni         | 125cc     | 1949, 1950                               |
| 2           | Libero Liberati      | 500cc     | 1957                                     |
| 2           | Libero Liberati      | 350cc     | 1956                                     |
| 2           | Emilio Mendogni      | 250cc     | 1958                                     |
| 2           | Emilio Mendogni      | 125cc     | 1952                                     |
| 2           | Ernst Degner         | 125cc     | 1959, 1961                               |
| 2           | Gary Hocking         | 350cc     | 1960, 1961                               |
| 2           | Hans-Georg Anscheidt | 50cc      | 1962, 1966                               |
| 2           | Bill Ivy             | 125cc     | 1967, 1968                               |
| 2           | Alberto Pagani       | 500cc     | 1969, 1971                               |
| 2           | Barry Sheene         | 500cc     | 1976, 1977                               |
| 2           | Ricardo Tormo        | 50cc      | 1978, 1981                               |
| 2           | Franco Uncini        | 500cc     | 1982                                     |
| 2           | Franco Uncini        | 250cc     | 1977                                     |
| 2           | Eddie Lawson         | 500cc     | 1986, 1988                               |
| 2           | Ezio Gianola         | 125cc     | 1989, 1992                               |
| 2           | Noboru Ueda          | 125cc     | 1994, 2001                               |
| 2           | Manuel Poggiali      | 250cc     | 2003                                     |
| 2           | Manuel Poggiali      | 125cc     | 2002                                     |
| 2           | Dani Pedrosa         | MotoGP    | 2010                                     |
| 2           | Dani Pedrosa         | 250cc     | 2005                                     |
| 2           | Andrea Iannone       | Moto2     | 2010, 2012                               |
| 2           | Tito Rabat           | Moto2     | 2014, 2015                               |
| 2           | Miguel Oliveira      | Moto2     | 2018                                     |
| 2           | Miguel Oliveira      | Moto3     | 2015                                     |
| 2           | Pedro Acosta         | Moto2     | 2022, 2023                               |

### Constructors
| # Victòries | Constructor     | Victòries | Victòries                                                                                      |
| # Victòries | Constructor     | Categoria | Anys                                                                                           |
| ----------- | --------------- | --------- | ---------------------------------------------------------------------------------------------- |
| 49          | Honda           | MotoGP    | 2002, 2003, 2010, 2014                                                                         |
| 49          | Honda           | 500cc     | 1983, 1984, 1985, 1987, 1989, 1991, 1994, 1995, 1996, 1997, 1998, 1999, 2000, 2001             |
| 49          | Honda           | 350cc     | 1962, 1963, 1964, 1967, 1985, 1986, 1987, 1988                                                 |
| 49          | Honda           | 250cc     | 1961, 1962, 1966, 1989, 1991, 1992, 1994, 1997, 2005                                           |
| 49          | Honda           | Moto3     | 2018, 2019, 2021                                                                               |
| 49          | Honda           | 125cc     | 1962, 1963, 1964, 1966, 1989, 1991, 1992, 1993, 1994, 1995, 1998                               |
| 40          | Yamaha          | MotoGP    | 2004, 2005, 2006, 2007, 2008, 2011, 2012, 2013, 2015, 2016, 2021                               |
| 40          | Yamaha          | 500cc     | 1975, 1978, 1979, 1980, 1981, 1986, 1988, 1990, 1993                                           |
| 40          | Yamaha          | 350cc     | 1969, 1971, 1974, 1975, 1976, 1977, 1980                                                       |
| 40          | Yamaha          | 250cc     | 1964, 1967, 1968, 1969, 1970, 1971, 1983, 1984, 1990, 2000                                     |
| 40          | Yamaha          | 125cc     | 1967, 1968, 1973                                                                               |
| 35          | MV Agusta       | 500cc     | 1952, 1955, 1958, 1959, 1960, 1961, 1962, 1963, 1964, 1965, 1966, 1967, 1968, 1970, 1972, 1974 |
| 35          | MV Agusta       | 350cc     | 1958, 1959, 1960, 1961, 1965, 1966, 1968, 1970, 1972, 1973                                     |
| 35          | MV Agusta       | 250cc     | 1955, 1956, 1959, 1960                                                                         |
| 35          | MV Agusta       | 125cc     | 1954, 1955, 1956, 1957, 1960                                                                   |
| 23          | Aprilia         | 250cc     | 1993, 1995, 1996, 1998, 1999, 2001, 2002, 2003, 2004, 2006, 2007, 2009                         |
| 23          | Aprilia         | 125cc     | 1996, 1997, 1999, 2000, 2003, 2004, 2006, 2007, 2008, 2009, 2011                               |
| 13          | Ducati          | MotoGP    | 2009, 2017, 2018, 2019, 2022, 2023, 2024, 2025                                                 |
| 13          | Ducati          | MotoE     | 2023 Cursa 1, 2023 Cursa 2, 2024 Cursa 1, 2024 Cursa 2                                         |
| 13          | Ducati          | 125cc     | 1958                                                                                           |
| 11          | Kalex           | Moto2     | 2013, 2014, 2015, 2016, 2017, 2019, 2021, 2022, 2023, 2024, 2025                               |
| 10          | Gilera          | 500cc     | 1949, 1951, 1953, 1954, 1956, 1957                                                             |
| 10          | Gilera          | 350cc     | 1956, 1957                                                                                     |
| 10          | Gilera          | 250cc     | 2008                                                                                           |
| 10          | Gilera          | 125cc     | 2002                                                                                           |
| 9           | Kreidler        | 50cc      | 1962, 1970, 1971, 1972, 1973, 1975, 1977, 1979, 1982                                           |
| 9           | Derbi           | 125cc     | 1970, 1972, 1974, 1988, 2010                                                                   |
| 9           | Derbi           | 80cc      | 1985, 1987, 1988, 1989                                                                         |
| 9           | KTM             | Moto2     | 2018                                                                                           |
| 9           | KTM             | Moto3     | 2005, 2013, 2014, 2015, 2016, 2017, 2023, 2025                                                 |
| 8           | Kawasaki        | 350cc     | 1978, 1979, 1981                                                                               |
| 8           | Kawasaki        | 250cc     | 1978, 1979, 1980, 1982                                                                         |
| 8           | Kawasaki        | 125cc     | 1969                                                                                           |
| 7           | Moto Guzzi      | 350cc     | 1953, 1954, 1955                                                                               |
| 7           | Moto Guzzi      | 250cc     | 1951, 1952, 1953, 1954                                                                         |
| 7           | Morbidelli      | 125cc     | 1971, 1975, 1976, 1977, 1978, 1980, 1985                                                       |
| 6           | Suzuki          | 500cc     | 1976, 1977, 1982, 1992                                                                         |
| 6           | Suzuki          | 125cc     | 1965                                                                                           |
| 6           | Suzuki          | 50cc      | 1966                                                                                           |
| 5           | Garelli         | 125cc     | 1982, 1983, 1984, 1986, 1987                                                                   |
| 4           | Norton          | 500cc     | 1950                                                                                           |
| 4           | Norton          | 350cc     | 1950, 1951, 1952                                                                               |
| 4           | Mondial         | 125cc     | 1949, 1950, 1951                                                                               |
| 4           | Mondial         | 250cc     | 1957                                                                                           |
| 4           | Harley-Davidson | 250cc     | 1974, 1975, 1976, 1977                                                                         |
| 3           | Morini          | 250cc     | 1958, 1963                                                                                     |
| 3           | Morini          | 125cc     | 1952                                                                                           |
| 3           | Benelli         | 250cc     | 1949, 1950, 1965                                                                               |
| 3           | Bultaco         | 50cc      | 1976, 1978, 1981                                                                               |
| 2           | MZ              | 125cc     | 1959, 1961                                                                                     |
| 2           | LinTo           | 500cc     | 1969, 1971                                                                                     |
| 2           | Chevallier      | 350cc     | 1982                                                                                           |
| 2           | Chevallier      | 250cc     | 1981                                                                                           |
| 2           | Krauser         | 80cc      | 1986                                                                                           |
| 2           | Krauser         | 50cc      | 1983                                                                                           |
| 2           | Speed Up        | Moto2     | 2010, 2012                                                                                     |

## Guanyadors per any

### Gran Premi d'Itàlia (1991-Actualitat)
| Any  | Circuit | Moto3         | Moto2           | MotoGP       | Detalls |
| ---- | ------- | ------------- | --------------- | ------------ | ------- |
| 2025 | Mugello | Máximo Quiles | Manuel González | Marc Márquez | Detalls |

| Any  | Circuit | MotoE              | MotoE          | Moto3          | Moto2        | MotoGP            | Detalls |
| Any  | Circuit | Cursa 1            | Cursa 2        | Moto3          | Moto2        | MotoGP            | Detalls |
| ---- | ------- | ------------------ | -------------- | -------------- | ------------ | ----------------- | ------- |
| 2024 | Mugello | Mattia Casadei     | Kevin Zannoni  | David Alonso   | Joe Roberts  | Francesco Bagnaia | Detalls |
| 2023 | Mugello | Andrea Mantovani   | Eric Granado   | Daniel Holgado | Pedro Acosta | Francesco Bagnaia | Detalls |
| 2022 | Mugello | Dominique Aegerter | Matteo Ferrari | Sergio García  | Pedro Acosta | Francesco Bagnaia | Detalls |

| Any  | Circuit | Moto3                                         | Moto2                                         | MotoGP                                        | Detalls                                       |
| ---- | ------- | --------------------------------------------- | --------------------------------------------- | --------------------------------------------- | --------------------------------------------- |
| 2021 | Mugello | Dennis Foggia                                 | Remy Gardner                                  | Fabio Quartararo                              | Detalls                                       |
| 2020 | Mugello | Cancel·lat a causa de la pandèmia de COVID-19 | Cancel·lat a causa de la pandèmia de COVID-19 | Cancel·lat a causa de la pandèmia de COVID-19 | Cancel·lat a causa de la pandèmia de COVID-19 |
| 2019 | Mugello | Tony Arbolino                                 | Àlex Márquez                                  | Danilo Petrucci                               | Detalls                                       |
| 2018 | Mugello | Jorge Martín                                  | Miguel Oliveira                               | Jorge Lorenzo                                 | Detalls                                       |
| 2017 | Mugello | Andrea Migno                                  | Mattia Pasini                                 | Andrea Dovizioso                              | Detalls                                       |
| 2016 | Mugello | Brad Binder                                   | Johann Zarco                                  | Jorge Lorenzo                                 | Detalls                                       |
| 2015 | Mugello | Miguel Oliveira                               | Esteve Rabat                                  | Jorge Lorenzo                                 | Detalls                                       |
| 2014 | Mugello | Romano Fenati                                 | Esteve Rabat                                  | Marc Márquez                                  | Detalls                                       |
| 2013 | Mugello | Lluís Salom                                   | Scott Redding                                 | Jorge Lorenzo                                 | Detalls                                       |
| 2012 | Mugello | Maverick Viñales                              | Andrea Iannone                                | Jorge Lorenzo                                 | Detalls                                       |
|      |         | 125 cc                                        | Moto2                                         | MotoGP                                        |                                               |
| 2011 | Mugello | Nico Terol                                    | Marc Márquez                                  | Jorge Lorenzo                                 | Detalls                                       |
| 2010 | Mugello | Marc Márquez                                  | Andrea Iannone                                | Dani Pedrosa                                  | Detalls                                       |
|      |         | 125 cc                                        | 250 cc                                        | MotoGP                                        |                                               |
| 2009 | Mugello | Bradley Smith                                 | Mattia Pasini                                 | Casey Stoner                                  | Detalls                                       |
| 2008 | Mugello | Simone Corsi                                  | Marco Simoncelli                              | Valentino Rossi                               | Detalls                                       |
| 2007 | Mugello | Hèctor Faubel                                 | Alvaro Bautista                               | Valentino Rossi                               | Detalls                                       |
| 2006 | Mugello | Mattia Pasini                                 | Jorge Lorenzo                                 | Valentino Rossi                               | Detalls                                       |
| 2005 | Mugello | Gábor Talmácsi                                | Daniel Pedrosa                                | Valentino Rossi                               | Detalls                                       |
| 2004 | Mugello | Roberto Locatelli                             | Sebastian Porto                               | Valentino Rossi                               | Detalls                                       |
| 2003 | Mugello | Lucio Cecchinello                             | Manuel Poggiali                               | Valentino Rossi                               | Detalls                                       |
| 2002 | Mugello | Manuel Poggiali                               | Marco Melandri                                | Valentino Rossi                               | Detalls                                       |
|      |         | 125 cc                                        | 250 cc                                        | 500 cc                                        |                                               |
| 2001 | Mugello | Noboru Ueda                                   | Tetsuya Harada                                | Alex Barros                                   | Detalls                                       |
| 2000 | Mugello | Roberto Locatelli                             | Shinya Nakano                                 | Loris Capirossi                               | Detalls                                       |
| 1999 | Mugello | Roberto Locatelli                             | Valentino Rossi                               | Àlex Crivillé                                 | Detalls                                       |
| 1998 | Mugello | Tomomi Manako                                 | Marcellino Lucchi                             | Mick Doohan                                   | Detalls                                       |
| 1997 | Mugello | Valentino Rossi                               | Max Biaggi                                    | Mick Doohan                                   | Detalls                                       |
| 1996 | Mugello | Peter Öttl                                    | Max Biaggi                                    | Mick Doohan                                   | Detalls                                       |
| 1995 | Mugello | Haruchika Aoki                                | Max Biaggi                                    | Mick Doohan                                   | Detalls                                       |
| 1994 | Mugello | Noboru Ueda                                   | Ralf Waldmann                                 | Mick Doohan                                   | Detalls                                       |
| 1993 | Misano  | Dirk Raudies                                  | Jean-Philippe Ruggia                          | Luca Cadalora                                 | Detalls                                       |
| 1992 | Mugello | Ezio Gianola                                  | Luca Cadalora                                 | Kevin Schwantz                                | Detalls                                       |
| 1991 | Misano  | Fausto Gresini                                | Luca Cadalora                                 | Mick Doohan                                   | Detalls                                       |

### Gran Premi de les Nacions (1949-1990)
| Any  | Circuit | 80 cc              | 125 cc             | 250 cc           | 500 cc               | Detalls |
| ---- | ------- | ------------------ | ------------------ | ---------------- | -------------------- | ------- |
| 1990 | Misano  |                    | Jorge Martínez     | John Kocinski    | Wayne Rainey         | Detalls |
| 1989 | Misano  | Jorge Martínez     | Ezio Gianola       | Sito Pons        | Pier-Francesco Chili | Detalls |
| 1988 | Imola   | Jorge Martínez     | Jorge Martínez     | Dominique Sarron | Eddie Lawson         | Detalls |
| 1987 | Monza   | Jorge Martínez     | Fausto Gresini     | Anton Mang       | Wayne Gardner        | Detalls |
| 1986 | Monza   | Stefan Dörflinger  | Fausto Gresini     | Anton Mang       | Eddie Lawson         | Detalls |
| 1985 | Mugello | Jorge Martínez     | Pier Paolo Bianchi | Freddie Spencer  | Freddie Spencer      | Detalls |
| 1984 | Misano  | Pier Paolo Bianchi | Ángel Nieto        | Fausto Ricci     | Freddie Spencer      | Detalls |
|      |         | 50 cc              | 125 cc             | 250 cc           | 500 cc               |         |
| 1983 | Monza   | Stefan Dörflinger  | Ángel Nieto        | Carlos Lavado    | Freddie Spencer      | Detalls |

| Any  | Circuit | 50 cc                | 125 cc             | 250 cc            | 350 cc             | 500 cc            | Detalls |
| ---- | ------- | -------------------- | ------------------ | ----------------- | ------------------ | ----------------- | ------- |
| 1982 | Misano  | Eugenio Lazzarini    | Ángel Nieto        | Anton Mang        | Didier de Radiguès | Franco Uncini     | Detalls |
| 1981 | Monza   | Ricardo Tormo        | Guy Bertin         | Eric Saul         | Jon Ekerold        | Kenny Roberts     | Detalls |
| 1980 | Misano  | Eugenio Lazzarini    | Pier Paolo Bianchi | Anton Mang        | Johnny Cecotto     | Kenny Roberts     | Detalls |
| 1979 | Imola   | Eugenio Lazzarini    | Ángel Nieto        | Kork Ballington   | Gregg Hansford     | Kenny Roberts     | Detalls |
| 1978 | Mugello | Ricardo Tormo        | Eugenio Lazzarini  | Kork Ballington   | Kork Ballington    | Kenny Roberts     | Detalls |
| 1977 | Imola   | Eugenio Lazzarini    | Pier Paolo Bianchi | Franco Uncini     | Alan North         | Barry Sheene      | Detalls |
| 1976 | Mugello | Ángel Nieto          | Pier Paolo Bianchi | Walter Villa      | Johnny Cecotto     | Barry Sheene      | Detalls |
| 1975 | Imola   | Ángel Nieto          | Paolo Pileri       | Walter Villa      | Johnny Cecotto     | Giacomo Agostini  | Detalls |
| 1974 | Imola   | Henk van Kessel      | Ángel Nieto        | Walter Villa      | Giacomo Agostini   | Franco Bonera     | Detalls |
| 1973 | Monza   | Jan de Vries         | Kent Andersson     | Cursa cancel·lada | Giacomo Agostini   | Cursa cancel·lada | Detalls |
| 1972 | Imola   | Jan de Vries         | Ángel Nieto        | Renzo Pasolini    | Giacomo Agostini   | Giacomo Agostini  | Detalls |
| 1971 | Monza   | Jan de Vries         | Gilberto Parlotti  | Gyula Marsovsky   | Jarno Saarinen     | Alberto Pagani    | Detalls |
| 1970 | Monza   | Jan de Vries         | Ángel Nieto        | Rod Gould         | Giacomo Agostini   | Giacomo Agostini  | Detalls |
| 1969 | Monza   | Paul Lodewijkx       | Dave Simmonds      | Phil Read         | Phil Read          | Alberto Pagani    | Detalls |
| 1968 | Monza   |                      | Bill Ivy           | Phil Read         | Giacomo Agostini   | Giacomo Agostini  | Detalls |
| 1967 | Monza   |                      | Bill Ivy           | Phil Read         | Ralph Bryans       | Giacomo Agostini  | Detalls |
| 1966 | Monza   | Hans-Georg Anscheidt | Luigi Taveri       | Mike Hailwood     | Giacomo Agostini   | Giacomo Agostini  | Detalls |
| 1965 | Monza   |                      | Hugh Anderson      | Tarquinio Provini | Giacomo Agostini   | Mike Hailwood     | Detalls |
| 1964 | Monza   |                      | Luigi Taveri       | Phil Read         | Jim Redman         | Mike Hailwood     | Detalls |
| 1963 | Monza   |                      | Luigi Taveri       | Tarquinio Provini | Jim Redman         | Mike Hailwood     | Detalls |
| 1962 | Monza   | Hans-Georg Anscheidt | Teisuke Tanaka     | Jim Redman        | Jim Redman         | Mike Hailwood     | Detalls |

| Any  | Circuit | 125 cc          | 250 cc            | 350 cc            | 500 cc          | Detalls |
| ---- | ------- | --------------- | ----------------- | ----------------- | --------------- | ------- |
| 1961 | Monza   | Ernst Degner    | Jim Redman        | Gary Hocking      | Mike Hailwood   | Detalls |
| 1960 | Monza   | Carlo Ubbiali   | Carlo Ubbiali     | Gary Hocking      | John Surtees    | Detalls |
| 1959 | Monza   | Ernst Degner    | Carlo Ubbiali     | John Surtees      | John Surtees    | Detalls |
| 1958 | Monza   | Bruno Spaggiari | Emilio Mendogni   | John Surtees      | John Surtees    | Detalls |
| 1957 | Monza   | Carlo Ubbiali   | Tarquinio Provini | Bob McIntyre      | Libero Liberati | Detalls |
| 1956 | Monza   | Carlo Ubbiali   | Carlo Ubbiali     | Libero Liberati   | Geoff Duke      | Detalls |
| 1955 | Monza   | Carlo Ubbiali   | Carlo Ubbiali     | Dickie Dale       | Umberto Masetti | Detalls |
| 1954 | Monza   | Guido Sala      | Arthur Wheeler    | Fergus Anderson   | Geoff Duke      | Detalls |
| 1953 | Monza   | Werner Haas     | Enrico Lorenzetti | Enrico Lorenzetti | Geoff Duke      | Detalls |
| 1952 | Monza   | Emilio Mendogni | Enrico Lorenzetti | Ray Amm           | Leslie Graham   | Detalls |
| 1951 | Monza   | Carlo Ubbiali   | Enrico Lorenzetti | Geoff Duke        | Alfredo Milani  | Detalls |
| 1950 | Monza   | Gianni Leoni    | Dario Ambrosini   | Geoff Duke        | Geoff Duke      | Detalls |
| 1949 | Monza   | Gianni Leoni    | Dario Ambrosini   |                   | Nello Pagani    | Detalls |